# Nong-lywai
Nong-lywai o Nonglewai és un dels estats Khasis de Meghalaya
La població el 1901 era de 169 habitants i els ingressos estimats el 1903-1904 era de 40 rúpies. Els principals productes són mill, arròs i patates.